# مقاطعة جهرم
مقاطعة جهرم (بالفارسية: شهرستان جهرم) هي إحدى مقاطعات في محافظة فارس في إيران. مركز مقاطعة جهرم هو مدينة جهرم.